# Heidi (colonna sonora)
Heidi - la colonna sonora originale della serie fa parte della collana Amici della Tv per sempre, rappresentata dall'edizione musicale Intervox ed è la versione italiana della colonna sonora tedesca dell'anime Heidi.
Nella versione in italiano, la sigla è cantata dalla cantante Elisabetta Viviani ed è stata scritta da Franco Migliacci. Al tempo della sua uscita fece record di vendite, arrivando a superare il milione di copie.

## Tracce
1. Heidi (versione italiana)
2. Gute Nacht Lied
3. Fröhliches Hüpfen
4. Durch's Tal
5. Kleine Romanze
6. Schneegipfel
7. Entspann Dich
8. Einsam In Der Nacht
9. Berge Und Täler
10. Still - 2. Fassung
11. Brotzeit
12. Fröhliches Hüpfen - Schneller
13. In Der Dunkelheit
14. Still
15. Kommt Ein Vogel
16. Zugfahrt
17. Silberstern
18. Spring Hoch
19. Schlendern
20. Viel Spass
21. Kaffee Mit Der Tante
22. Ungewissheit
23. Weisse Landschaft
24. Verlust Eines Guten Freundes
25. Bergblick
26. Grosser Berg
27. Schönheit
28. Etwas Ist Gut
29. Wunderschöner Tag
30. Kleines Kind
31. Wieder Glücklich
32. Warte Eine Minute
33. Fang Mich
34. Walzer
35. Kleine Siesta
36. Grüne Bäume
37. Grüne Büsche